# Tunnel de Villejust
Le tunnel de Villejust est un tunnel ferroviaire français situé sur la LGV Atlantique.
Son extrémité nord est située à Villebon-sur-Yvette et son extrémité sud à Marcoussis.
Il est l'un des plus longs tunnels ferroviaires entièrement situés sur le territoire français.

## Situation ferroviaire
Le tunnel de Villejust est situé sur la LGV Atlantique entre les points kilométriques (PK) 18,775 et 23,580, principalement sous le territoire de la commune de Villejust, d'où il tire son nom.

## Histoire
Le tunnel est mis en service le 24 septembre 1989 par la SNCF quand elle ouvre l'exploitation de la LGV Atlantique entre Châtillon et Connerré.

## Caractéristiques
Le tunnel comprend deux tubes à voie unique d'un diamètre intérieur de 8,24 m et d'une longueur de 4 805 m dans le sens Paris-province et de 4 798 m dans le sens inverse. Ils ont été percés par deux tunneliers à pression de boue bentonitique, lesquels ont également mis en place le revêtement des tubes, constitué de voussoirs en béton armé. L'ouvrage étant implanté dans un sol difficile composé de sables de Fontainebleau manquant de cohésion, l'usage de bentonite a stabilisé le terrain pendant le percement.